# Larry Eanet
Lawrence Joseph „Larry“ Eanet (* 15. Februar 1931 in Washington, D.C.; † 13. September 2008 in Great Falls (Virginia)) war ein US-amerikanischer Jazzpianist und Arrangeur.
Larry Eanet hatte mit vier Jahren Klavierunterricht und trat als Jugendlicher in lokalen Jazzclubs auf. Bereits mit 14 Jahren wurde er Mitglied der Washington Musicians Union, indem er sich als 18-Jähriger ausgab. Er studierte in Harvard Musik und Literatur (Abschluss 1952), anschließend bis 1956 Medizin an der George Washington University. Daneben trat er in der Washingtoner Jazzszene auf, u. a. in den Clubs Blues Alley, One Step Down und im Kennedy Center. Ab den frühen 1960er Jahren arbeitete er im Hauptberuf als Dermatologe an der New York University. Nach seiner Rückkehr nach Washington 1964 eröffnete Eanet eine Praxis in Rockville und spielte in der lokalen Jazzszene, u. a. mit Stan Getz, Cab Calloway, Chuck Redd, Jimmy Witherspoon, Buck Hill und Brooks Tegler. Aufnahmen entstanden mit Dizzy Gillespie (One Night In Washington, 1955), Wild Bill Davison/Kenny Davern (All the King of France Tavern, 1978) und Stephanie Nakasian (Lullaby in Rhythm: In Tribute to June Christy, 2002).
Nachdem er sich in seinem Hauptberuf 1996 zur Ruhe gesetzt hatte, trat er regelmäßig in der Hauptstadtregion in Clubs und auf lokalen Jazzfestivals auf. 1983 erschien Do It Again, in Septettbesetzung u. a. mit Billy Butterfield und Johnny Mince. In der Tradition von Teddy Wilson und Nat King Cole nahm er 27 Piano-Solo-Titel auf, die 1997 als Piano Solos Vol. 1 & 2 erschienen sind; außerdem legte er bei Arbors das Quartett-Album Sunset Stomp vor. Eanet, der im September 2008 im Alter von 77 Jahren an den Folgen einer Lungenkrebserkrankung starb,  wirkte im Bereich des Jazz als Pianist und Arrangeur von 1955 bis 2007 bei 32 Aufnahmesessions mit.
Der Pianist ist nicht mit dem gleichnamigen Dixieland-Ventilposaunisten zu verwechseln.